# Dečo Žgur
Dečo Žgur, slovenski skladatelj, aranžer in glasbeni producent, * 15. januar 1938, Maribor.
Žgur je skladatelj in aranžer zabavne glasbe. Med njegova najbolj znana dela lahko štejemo glasbo za filme Sreča na vrvici, Nobeno sonce in Učna leta izumitelja Polža.